# Ramin Taheri
Ramin Taheri (23 de octubre de 1994), es un luchador iraní de lucha grecorromana. Ganó una medalla de oro en Campeonatos Asiáticos de 2015 y 2016. Tercero en la Copa del Mundo en 2015. Vicecampeón Mundial de Juniores del año 2012.